# Liste des députés de la IXe législature de la Chambre des députés (Tunisie)
La liste des députés de la IXe législature de la Chambre tunisienne des députés est subdivisée par circonscription électorale :

## Ariana
|  | Nom                  | Parti                                      |
|  | -------------------- | ------------------------------------------ |
|  | Habib Boularès       | Rassemblement constitutionnel démocratique |
|  | Faïza Kefi           | Rassemblement constitutionnel démocratique |
|  | Mohamed Khayati      | Rassemblement constitutionnel démocratique |
|  | Tijani Haddad        | Rassemblement constitutionnel démocratique |
|  | Abdelmajid Ayari     | Rassemblement constitutionnel démocratique |
|  | Salah Tabarki        | Rassemblement constitutionnel démocratique |
|  | Ali Slama            | Rassemblement constitutionnel démocratique |
|  | Mohamed Habib Haddad | Rassemblement constitutionnel démocratique |
|  | Boubaker Belhadj     | Rassemblement constitutionnel démocratique |
|  | Tijani Ben Romdhane  | Mouvement des démocrates socialistes       |
|  | Ezzeddine Chammari   | Mouvement des démocrates socialistes       |

## Béja
|  | Nom                | Parti                                      |
|  | ------------------ | ------------------------------------------ |
|  | Rafik Belhaj Kacem | Rassemblement constitutionnel démocratique |
|  | Habib Hadidi       | Rassemblement constitutionnel démocratique |
|  | Ahmed El Amri      | Rassemblement constitutionnel démocratique |
|  | Mokhtar Bouabsa    | Rassemblement constitutionnel démocratique |
|  | Badreddine Zouari  | Rassemblement constitutionnel démocratique |

## Ben Arous
|  | Nom                                                    | Parti                                                                |
|  | ------------------------------------------------------ | -------------------------------------------------------------------- |
|  | Fethi Houidi remplacé par Mounira Aouididi             | Rassemblement constitutionnel démocratique                           |
|  | Fatma Khouini                                          | Rassemblement constitutionnel démocratique                           |
|  | Abdallah Abaâb                                         | Rassemblement constitutionnel démocratique                           |
|  | Mohamed Aouini                                         | Rassemblement constitutionnel démocratique                           |
|  | Tajeddine Berrahal                                     | Rassemblement constitutionnel démocratique                           |
|  | Slaheddine Mestaoui                                    | Rassemblement constitutionnel démocratique                           |
|  | Khemaïs Chammari remplacé par Arbia Ben Ammar Bouchiha | Mouvement des démocrates socialistes puis Parti de l'unité populaire |

## Bizerte
|  | Nom                | Parti                                      |
|  | ------------------ | ------------------------------------------ |
|  | Mohamed Hédi Sfaxi | Rassemblement constitutionnel démocratique |
|  | Moncef Ben Gharbia | Rassemblement constitutionnel démocratique |
|  | Mohsen Dridi       | Rassemblement constitutionnel démocratique |
|  | Béchir Bel Gayed   | Rassemblement constitutionnel démocratique |
|  | Tahar Ghodhben     | Rassemblement constitutionnel démocratique |
|  | Béchir Maâlaoui    | Rassemblement constitutionnel démocratique |
|  | Houriya Essid      | Rassemblement constitutionnel démocratique |
|  | Mohamed Troudi     | Rassemblement constitutionnel démocratique |

## Gabès
|  | Nom                | Parti                                      |
|  | ------------------ | ------------------------------------------ |
|  | Chédli Neffati     | Rassemblement constitutionnel démocratique |
|  | Chedlia Boukhchina | Rassemblement constitutionnel démocratique |
|  | Moncef Hachaïchi   | Rassemblement constitutionnel démocratique |
|  | Abdallah Aroum     | Rassemblement constitutionnel démocratique |
|  | Ahmed Ammar Rtimi  | Rassemblement constitutionnel démocratique |

## Gafsa
|  | Nom                | Parti                                      |
|  | ------------------ | ------------------------------------------ |
|  | Habib M'barek      | Rassemblement constitutionnel démocratique |
|  | Amara Abbassi      | Rassemblement constitutionnel démocratique |
|  | Belgacem Marzougui | Rassemblement constitutionnel démocratique |
|  | Mnaouar Khamila    | Rassemblement constitutionnel démocratique |
|  | Hassen Tlili       | Rassemblement constitutionnel démocratique |
|  | Brahim Bououni     | Mouvement des démocrates socialistes       |
|  | Brahim Hafaïdhiya  | Union démocratique unioniste               |
|  | Mohamed Khlaïfi    | Mouvement Ettajdid                         |

## Jendouba
|  | Nom               | Parti                                      |
|  | ----------------- | ------------------------------------------ |
|  | Fethi Merdassi    | Rassemblement constitutionnel démocratique |
|  | Moncef Balti      | Rassemblement constitutionnel démocratique |
|  | Fethi Ferjani     | Rassemblement constitutionnel démocratique |
|  | Mustapha Arfaoui  | Rassemblement constitutionnel démocratique |
|  | Sabiha Maâroufi   | Rassemblement constitutionnel démocratique |
|  | Abderrazak Gharbi | Rassemblement constitutionnel démocratique |
|  | Hafaïdh Rahoui    | Rassemblement constitutionnel démocratique |
|  | Taïeb Mehesni     | Mouvement des démocrates socialistes       |

## Kairouan
|  | Nom               | Parti                                      |
|  | ----------------- | ------------------------------------------ |
|  | Hechmi El Amri    | Rassemblement constitutionnel démocratique |
|  | Hamda Knani       | Rassemblement constitutionnel démocratique |
|  | Slaheddine Boujah | Rassemblement constitutionnel démocratique |
|  | Mohsen Tmimi      | Rassemblement constitutionnel démocratique |
|  | Hédi Krichi       | Rassemblement constitutionnel démocratique |
|  | Chedli Bouallègue | Rassemblement constitutionnel démocratique |
|  | Rabah Selmi       | Rassemblement constitutionnel démocratique |
|  | Sghaier Saïdane   | Rassemblement constitutionnel démocratique |
|  | Najet Manaâ       | Rassemblement constitutionnel démocratique |

## Kasserine
|  | Nom                 | Parti                                      |
|  | ------------------- | ------------------------------------------ |
|  | Mondher Zenaidi     | Rassemblement constitutionnel démocratique |
|  | Badreddine Missaoui | Rassemblement constitutionnel démocratique |
|  | Noureddine Zerigui  | Rassemblement constitutionnel démocratique |
|  | Mabrouk Azzem       | Rassemblement constitutionnel démocratique |
|  | Abdelaziz Chaâbani  | Rassemblement constitutionnel démocratique |
|  | Ahmed Ferhi         | Rassemblement constitutionnel démocratique |

## Kébili
|  | Nom                     | Parti                                      |
|  | ----------------------- | ------------------------------------------ |
|  | Abdallah Marzougui      | Rassemblement constitutionnel démocratique |
|  | Jameleddine Ben Hammadi | Rassemblement constitutionnel démocratique |
|  | Abdelkhérim Ben Amor    | Union démocratique unioniste               |

## Mahdia
|  | Nom                 | Parti                                      |
|  | ------------------- | ------------------------------------------ |
|  | Mohamed Habib Hamza | Rassemblement constitutionnel démocratique |
|  | Tahar Rejeb         | Rassemblement constitutionnel démocratique |
|  | Mohamed Souai       | Rassemblement constitutionnel démocratique |
|  | Salah Belabed       | Rassemblement constitutionnel démocratique |
|  | Béchir Haddej       | Rassemblement constitutionnel démocratique |
|  | Noureddine Chiha    | Rassemblement constitutionnel démocratique |
|  | Salem Rejab         | Mouvement Ettajdid                         |

## Médenine
|  | Nom              | Parti                                      |
|  | ---------------- | ------------------------------------------ |
|  | Ahmed Friaâ      | Rassemblement constitutionnel démocratique |
|  | Fethi Boussofara | Rassemblement constitutionnel démocratique |
|  | Béchir Chaâoua   | Rassemblement constitutionnel démocratique |
|  | Béchir Ben Amor  | Rassemblement constitutionnel démocratique |
|  | Romdhan Rahli    | Rassemblement constitutionnel démocratique |
|  | Belgacem Manita  | Rassemblement constitutionnel démocratique |
|  | Ahmed Zegdane    | Mouvement des démocrates socialistes       |

## Monastir
|  | Nom               | Parti                                      |
|  | ----------------- | ------------------------------------------ |
|  | Mohamed Hédi Slim | Rassemblement constitutionnel démocratique |
|  | Ameur Bnouni      | Rassemblement constitutionnel démocratique |
|  | Fraj Souissi      | Rassemblement constitutionnel démocratique |
|  | Mongi Cherif      | Rassemblement constitutionnel démocratique |
|  | Abderrazak Mâaref | Rassemblement constitutionnel démocratique |
|  | Taieb Ouachem     | Rassemblement constitutionnel démocratique |
|  | Sayed Ben Aïcha   | Parti de l'unité populaire                 |

## Nabeul
|  | Nom                      | Parti                                      |
|  | ------------------------ | ------------------------------------------ |
|  | Mohamed Hédi Khelil      | Rassemblement constitutionnel démocratique |
|  | Saïda Ben Salha          | Rassemblement constitutionnel démocratique |
|  | Thameur Saâd             | Rassemblement constitutionnel démocratique |
|  | Nadhir Jedidi            | Rassemblement constitutionnel démocratique |
|  | Allala Ben Taleb         | Rassemblement constitutionnel démocratique |
|  | Abdelbaki Bacha          | Rassemblement constitutionnel démocratique |
|  | Mahmoud Limam            | Rassemblement constitutionnel démocratique |
|  | Mohamed Mayara           | Rassemblement constitutionnel démocratique |
|  | Kamel Boujbel            | Rassemblement constitutionnel démocratique |
|  | Mohamed Sahbi Bouderbala | Mouvement des démocrates socialistes       |
|  | Fethi Gheddiche          | Mouvement Ettajdid                         |

## Sfax 1
|  | Nom                     | Parti                                      |
|  | ----------------------- | ------------------------------------------ |
|  | Kamel Hadj Sassi        | Rassemblement constitutionnel démocratique |
|  | Mohamed Kraïem Mastouri | Rassemblement constitutionnel démocratique |
|  | Kacem Ben Khalifa       | Rassemblement constitutionnel démocratique |
|  | Rachid Msiddi           | Rassemblement constitutionnel démocratique |
|  | Béchir Ayadi            | Rassemblement constitutionnel démocratique |

## Sfax 2
|  | Nom                                   | Parti                                      |
|  | ------------------------------------- | ------------------------------------------ |
|  | Sadok Chaâbane puis Khelifa Jebeniani | Rassemblement constitutionnel démocratique |
|  | Houda Kanoun                          | Rassemblement constitutionnel démocratique |
|  | Ghoulem Debbeche                      | Rassemblement constitutionnel démocratique |
|  | Mohamed Ben Abdallah                  | Rassemblement constitutionnel démocratique |
|  | Abderrahmane Ben Brahim               | Rassemblement constitutionnel démocratique |
|  | Mohamed Chraïta Ghnaïnia              | Rassemblement constitutionnel démocratique |
|  | Mohamed Khrouf                        | Rassemblement constitutionnel démocratique |
|  | Mohamed Abid                          | Mouvement des démocrates socialistes       |
|  | Abdallah Chebbi                       | Union démocratique unioniste               |

## Sidi Bouzid
|  | Nom                 | Parti                                      |
|  | ------------------- | ------------------------------------------ |
|  | Mohamed Salah Zerai | Rassemblement constitutionnel démocratique |
|  | Sliman Salhi        | Rassemblement constitutionnel démocratique |
|  | Hassen Saïbi        | Rassemblement constitutionnel démocratique |
|  | Abdelmajid Akermi   | Rassemblement constitutionnel démocratique |
|  | Mohamed Sekri       | Rassemblement constitutionnel démocratique |
|  | Habib Nasri         | Rassemblement constitutionnel démocratique |
|  | Ahmed Khaskhousi    | Mouvement des démocrates socialistes       |

## Siliana
|  | Nom                       | Parti                                      |
|  | ------------------------- | ------------------------------------------ |
|  | Ali Chaouch               | Rassemblement constitutionnel démocratique |
|  | Moncef Louati             | Rassemblement constitutionnel démocratique |
|  | Ammar Ouni Zribi          | Rassemblement constitutionnel démocratique |
|  | Mohamed Nejib Abed Rabbou | Rassemblement constitutionnel démocratique |

## Sousse
|  | Nom                       | Parti                                      |
|  | ------------------------- | ------------------------------------------ |
|  | Mohamed Jegham            | Rassemblement constitutionnel démocratique |
|  | Taoufik Chatti            | Rassemblement constitutionnel démocratique |
|  | Abdellaziz Chouchane      | Rassemblement constitutionnel démocratique |
|  | Mongi Grira               | Rassemblement constitutionnel démocratique |
|  | Moncef Hemdane            | Rassemblement constitutionnel démocratique |
|  | Mohamed Habib El Bahi     | Rassemblement constitutionnel démocratique |
|  | Mouldi Mehadhbi           | Rassemblement constitutionnel démocratique |
|  | Mohamed Essaied Ben Aïcha | Parti de l'unité populaire                 |

## Tataouine
|  | Nom         | Parti                                      |
|  | ----------- | ------------------------------------------ |
|  | Habib Aoual | Rassemblement constitutionnel démocratique |
|  | Habib Rabâa | Rassemblement constitutionnel démocratique |

## Tozeur
|  | Nom                 | Parti                                      |
|  | ------------------- | ------------------------------------------ |
|  | Amor Ezzeddine      | Rassemblement constitutionnel démocratique |
|  | Mohamed Ben Hassine | Rassemblement constitutionnel démocratique |
|  | Ammar Chakmani      | Mouvement des démocrates socialistes       |

## Tunis 1
|  | Nom                                    | Parti                                      |
|  | -------------------------------------- | ------------------------------------------ |
|  | Taïeb Sahbani                          | Rassemblement constitutionnel démocratique |
|  | Mounir Ben Miled                       | Rassemblement constitutionnel démocratique |
|  | Ali Chaâlani                           | Rassemblement constitutionnel démocratique |
|  | Emna Aouij                             | Rassemblement constitutionnel démocratique |
|  | Hédi Djilani                           | Rassemblement constitutionnel démocratique |
|  | Néziha Ben Yedder                      | Rassemblement constitutionnel démocratique |
|  | Abdesselem Zourmati puis Fouad Mebazaa | Rassemblement constitutionnel démocratique |
|  | Abdelkerim Maoui                       | Rassemblement constitutionnel démocratique |

## Tunis 2
|  | Nom                   | Parti                                      |
|  | --------------------- | ------------------------------------------ |
|  | Mustapha Bouaziz      | Rassemblement constitutionnel démocratique |
|  | Mohamed Lafif Chiboub | Rassemblement constitutionnel démocratique |
|  | Slaheddine Glenza     | Rassemblement constitutionnel démocratique |
|  | Samira Khayech        | Rassemblement constitutionnel démocratique |
|  | Tarek Ben Mbarek      | Rassemblement constitutionnel démocratique |
|  | Kameleddine Djaït     | Rassemblement constitutionnel démocratique |
|  | Ismaïl Boulahya       | Mouvement des démocrates socialistes       |
|  | Mohamed Harmel        | Mouvement Ettajdid                         |

## Zaghouan
|  | Nom              | Parti                                      |
|  | ---------------- | ------------------------------------------ |
|  | Hédi Touati      | Rassemblement constitutionnel démocratique |
|  | Rached Abdennebi | Rassemblement constitutionnel démocratique |